# Düz Cırdaxan
Düz Cırdaxan är en ort i Azerbajdzjan.   Den ligger i distriktet Tovuz Rayonu, i den västra delen av landet, 400 km väster om huvudstaden Baku. Düz Cırdaxan ligger 398 meter över havet och antalet invånare är 2 681.
Terrängen runt Düz Cırdaxan är platt åt nordost, men åt sydväst är den kuperad. Runt Düz Cırdaxan är det ganska tätbefolkat, med 78 invånare per kvadratkilometer.. Närmaste större samhälle är Tovuz, 3,3 km sydost om Düz Cırdaxan.
Trakten runt Düz Cırdaxan består till största delen av jordbruksmark.